# غونزالو جيل
غونزالو جيل (بالإسبانية: Gonzalo Gil)‏ (8 سبتمبر 1989 ببوينس آيرس في الأرجنتين - ) هو لاعب كرة قدم أرجنتيني في مركز الهجوم. لعب مع ديفينسوريس دي بيلغرانو وريفر بليت ونادي أولاريا أتلتيكو وديبورتيفو نوبلينس ‏ وClub Atlético Fénix ‏.

## وصلات خارجية
- غونزالو جيل على موقع قاعدة بيانات كرة القدم.إي يو (الإنجليزية)